# Alexis Bœuf
Alexis Bœuf (Chambéry, 4 de marzo de 1986) es un deportista francés que compitió en biatlón. Ganó cuatro medallas en el Campeonato Mundial de Biatlón entre los años 2011 y 2013.

## Palmarés internacional
| Campeonato Mundial | Campeonato Mundial           | Campeonato Mundial | Campeonato Mundial |
| Año                | Lugar                        | Medalla            | Prueba             |
| ------------------ | ---------------------------- | ------------------ | ------------------ |
| 2011               | Janty-Mansisk (Rusia)        | Medalla de bronce  | Relevo mixto       |
| 2012               | Ruhpolding (Alemania)        | Medalla de plata   | Relevos            |
| 2013               | Nové Město (República Checa) | Medalla de plata   | Relevos            |
| 2013               | Nové Město (República Checa) | Medalla de plata   | Relevo mixto       |